# Inde aux Jeux olympiques d'été de 1980
L'Inde participe aux Jeux olympiques de 1980 à Moscou au Union soviétique. Il s'agit de sa 15e participation à des Jeux d'été.

## Liste des médaillés indiens
- : Équipe d'Inde de hockey sur gazon avec Vasudevan Baskaran (capitaine), Allan Schofield, Bir Bhadur Chettri, Sylvanus Dung Dung, Davinder Singh, Gurmail Singh, Ravinder Pal Singh, Sommayya Maneypande, Maharaj Krishan Kaushik, Charanjit Kumar, Merwyn Fernandes, Amarjit Singh Rana, Mohamed Shahid, Zafar Iqbal et Surinder Singh Sodhi

## Résultats par sport

### Hockey sur gazon

#### Équipe masculine
- Premier tour

- - L'Inde bat la Tanzanie 18-0
  - L'Inde et la Pologne font match nul 2-2
  - L'Inde et l'Espagne font match nul 2-2
  - L'Inde bat Cuba 13-0
  - L'Inde bat l'Union soviétique 4-2

- Finale
  - L'Inde bat l'Espagne 4-3 →  Médaille d'or